# Кучук Микола Вікторович
Мико́ла Ві́кторович Кучу́к (* 5 лютого 1958, Дрибин) — український біолог, академік Національної академії наук України, професор, доктор біологічних наук, директор Інституту клітинної біології та генетичної інженерії НАН України.

## Діяльність
Під його керівництвом створено банк зародкової плазми рослин світової флори, якому надано статус Національного наукового надбання.
Микола Кучук розробив методи генетичної трансформації шляхом електропорації протопластів та отримав трансгенні рослини люцерни і клітинні лінії сої. Він запропонував та випробував метод, який підвищує регенераційну здатність люцерни та гороху за рахунок введення генів біосинтезу фітогормонів шляхом генетичної трансформації мутантом «shooty» агробактерії (Agrobacterium tumefaciens).
Іншим напрямком роботи Миколи Вікторовича є вивчення поведінки генів після віддаленої соматичної гібридизації, у тому числі і досліди з системою Cre-lox рекомбінації. Метою цих експериментів було виявити можливість міжгеномної рекомбінації хромосом за рахунок цієї системи.
Кучук М. В. брав активну участь в організації програми із скринінгу на біологічну активність серед видів рослин різних регіонів світу з метою створення високоефективних фармацевтичних та сільськогосподарських препаратів (всього було досліджено понад 12 000 видів, що становить 3 % світової флори).
Під його керівництвом створено банк зародкової плазми у вигляді культур тканин рідкісних видів рослин та видів, що мають цінність для біотехнологічних досліджень (понад 2 000 видів), який визнано Національним надбанням Постановою Кабінету Міністрів України № 527 від 1.04.99.
Микола Вікторович автор багатьох наукових робіт та міжнародних патентів.
Наукові проекти М. В. Кучука неодноразово підтримувались грантами Міністерства освіти та науки України. Він отримував міжнародні наукові гранти від Міжнародного наукового фонду, CRDF, INTAS, Copernicus, Департаменту енергетики США.
Кучук Микола Вікторович — заступник головного редактора журналу Цитология и генетика, член редколегії журналів «Физиология и биохимия культурных растений» і «Вісник Українського товариства генетиків та селекціонерів».

## Наукові інтереси
- генетична трансформація рослин
- хлоропластна трансформація
- соматична гібридизація
- дослідження поведінки гетерологічної системи транспозонів у віддалених соматичних гібридів
- «молекулярне фермерство»
- скринінг на біологічну активність речовин рослин різних регіонів світу
- збереження різноманіття світової флори

## Освіта та наукові ступені та звання
| 2021 |  | академік НАН України |
| 2009 |  | член-кореспондент НАН України |
| 2006 |  | присвоєно звання професора |
| 1998 |  | Докторська дисертація за спеціальністями Генетика та Клітинна біологія                                                                |
| 1990 |  | Кандидатська дисертація за спеціальністю Генетика на тему «Отримання та аналіз трансгенних та трансгеномних рослин в родині Fabaceae» |
| 1980 |  | Білоруський Державний Університет за спеціальністю «біологія» зі спеціалізацією — мікробіологія                                       |

## Нагороди
Кучук нагороджений Срібною медаллю ВДНГ СРСР (1989).